# Radosław Kałużny
Radosław Piotr Kałużny (* 2. Februar 1974 in Góra) ist ein ehemaliger polnischer Fußballspieler.

## Karriere
Er durchspielte alle Jugendmannschaften im Verein seiner Heimatstadt Zagłębie Lubin und gab in der Saison 1991/92 sein Debüt als Profi. Seine zweite Profistation führt den 1,92 Meter großen Hünen zu Wisła Krakau, einem Topverein Polens. 2001 wechselte er zu Energie Cottbus in die Bundesliga.
Damals schon Nationalspieler, wurde er zu einer der Säulen und Leistungsträger in der Mannschaft. Er war maßgebend daran beteiligt, dass sich der Verein drei Jahre lang in der obersten deutschen Spielklasse halten konnte. Die größte Stärke Kałużnys war das Kopfballspiel. Regelmäßig gehörte er zu den kopfballstärksten Spielern der Liga. Diese Eigenschaft sowie seine ausgeprägten Defensivmöglichkeiten führten dazu, dass ihn Bayer 04 Leverkusen im Januar 2003 verpflichtete.
Jedoch konnte er sich dort nicht durchsetzen und wechselte im Januar 2005 zum Aufsteiger Rot-Weiss Essen in die 2. Bundesliga. Nach dem sofortigen Abstieg Essens wechselte er zur Saison 2005/06 zum LR Ahlen. Von 2006 bis 2007 spielte er auf Zypern für AEL Limassol. Im Sommer 2007 wechselte er zu Jagiellonia Białystok. Nach der Saison 2007/08 beendete Kałużny zunächst seine Profikarriere. Im Januar 2010 kehrte er auf den Fußballplatz zurück und unterschrieb bei Chrobry Głogów in der 4. polnischen Liga. 2011 beendete er seine aktive Karriere endgültig.
Seine größten Erfolge sind drei Jahre Bundesliga mit Cottbus, Leverkusen und die Teilnahme an der WM 2002 mit der polnischen Nationalmannschaft. Insgesamt hat er 41 Länderspiele für Polen bestritten und dabei 11 Tore erzielt.

## Erfolge
- 2× Polnischer Meister (1999, 2001)
- 1× Polnischer Supercupsieger (2001)
- 1× Polnischer Ligapokalsieger (2001)
- WM-Teilnahme (2002)